# Ferrugem
Ferrugem, właśc. Weverton Almeida Santos (ur. 28 marca 1988 w São Mateus) – brazylijski piłkarz, występujący na pozycji pomocnika.

## Kariera piłkarska
Od 2009 występował w Gama, Brasiliense, Ponte Preta, Corinthians Paulista, Vissel Kobe, Sport Recife i Figueirense.